# Pachasura stellata
Pachasura stellata là một loài bướm đêm thuộc phân họ Arctiinae, họ Erebidae.